# Pierściec

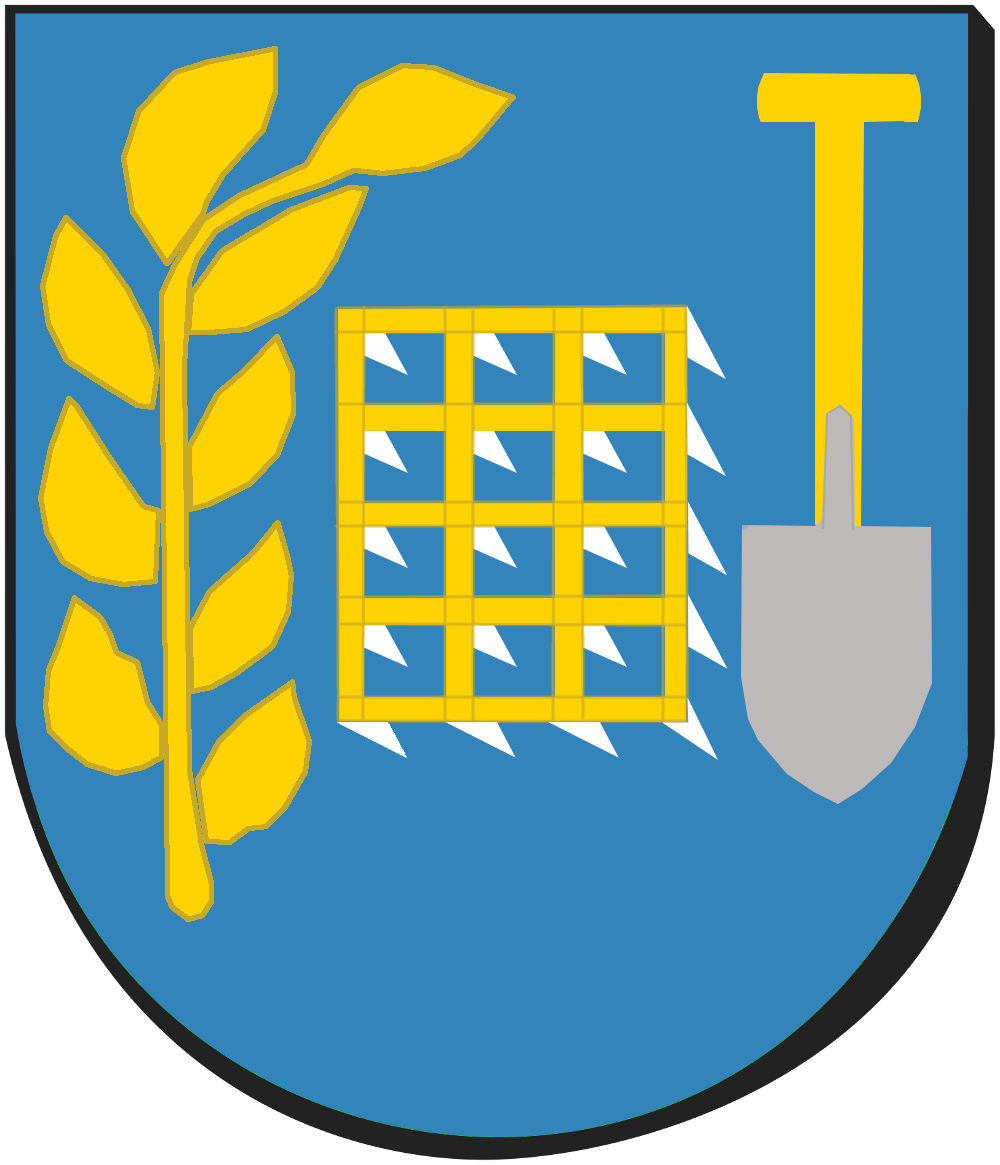
Nieoficjalny herb wsi Pierściec

Pierściec (cz. Prstec, niem. Perstetz) – wieś w Polsce położona w województwie śląskim, w powiecie cieszyńskim, w gminie Skoczów. Wieś leży w historycznych granicach regionu Śląska Cieszyńskiego, geograficznie znajduje się w regionie Dolina Górnej Wisły, będącej częścią Kotliny Oświęcimskiej. Powierzchnia sołectwa wynosi 709 ha, a liczba ludności 2034 ze, co daje gęstość zaludnienia równą 286,8 os./km².

## Geografia
Od zachodu i południa sąsiaduje z Kiczycami, od południowego wschodu z Kowalami, od wschodu z Roztropicami, od północnego wschodu z Iłownicą a od północy z Zaborzem.
| SIMC    | Nazwa     | Rodzaj     |
| ------- | --------- | ---------- |
| 0067441 | Centrum   | część wsi  |
| 0067458 | Górnioki  | część wsi  |
| 0067464 | Na Łomy   | część wsi  |
| 0067470 | Pod Gojem | część wsi  |
| 0067547 | Uchylany  | przysiółek |

## Historia
Nazwa Pierściec po raz pierwszy pojawia się w dokumencie z 1545 r., którym książę cieszyński Wacław III Adam odstąpił wieś świeżo nobilitowanemu burmistrzowi Cieszyna, Andrzejowi Samuelowi Kecherlemu. Z kolei 7 września 1550 r. książę potwierdził poprzednie przywileje Pierśćca, co wskazuje, że wieś mogła być dużo starsza. Na mapie księstwa oświęcimsko-zatorskiego, wykonanej przez polskiego kartografa Stanisława Porębskiego, a wydanej w Wenecji w 1563 r. wieś figuruje jako Piestreze wraz z oznaczeniami kościoła ("Pagus cum Templo") i dworu rycerskiego ("Arces"). Później wieś dzierżyli potomkowie Andrzeja Kecherlego: "Kaspar Kecherle z Perstce a na Perstci" figuruje jako świadek w dokumencie wystawionym we Frysztacie 1 sierpnia 1588 r.
Zapewne na początku XVII w. właścicielem wsi został Jan Seidensdorf, którego nazwisko (w zniekształconej postaci "de Dadirzdorff") pojawia się w dokumencie z 1616 r. Po wielkim pożarze wsi z 1616 r. Pierściec odkupił za 20 tys. śląskich złotych od żony Seidensdorfa (lub wdowy po nim), Jadwigi Kreydnarowej, niejaki Lewin Kardinal z Widernu. W roku 1624 transakcję tę potwierdził książę Fryderyk Wilhelm. Kolejnym znanym właścicielem był Krzysztof Wilhelm Mitmayer z Błogocic, który kupił wieś w roku 1692. Kilka lat później, 14 września 1704 r., Pierściec oraz sąsiednie Zaborze (wówczas Podpierściec) kupił baron Jerzy Fryderyk Bludowski. W kwietniu 1737 r. pierściecki majątek nabył od Agnetty Manteufel z Bludowskich za 156 tys. złotych baron Krzysztof Kalisch.
W 1798 r. Komora Cieszyńska odkupiła włości pierścieckie od spadkobierców Kalischa. Pod jej zarządem znajdowały się one do rozpadu monarchii austro-węgierskiej po I wojnie światowej. Wtedy to majątek przejął Zarząd Dóbr Państwowych, który w 1922 r. wydzierżawił go Karolowi Tomankowi. Taki stan utrzymał się do zakończenia II wojny światowej.

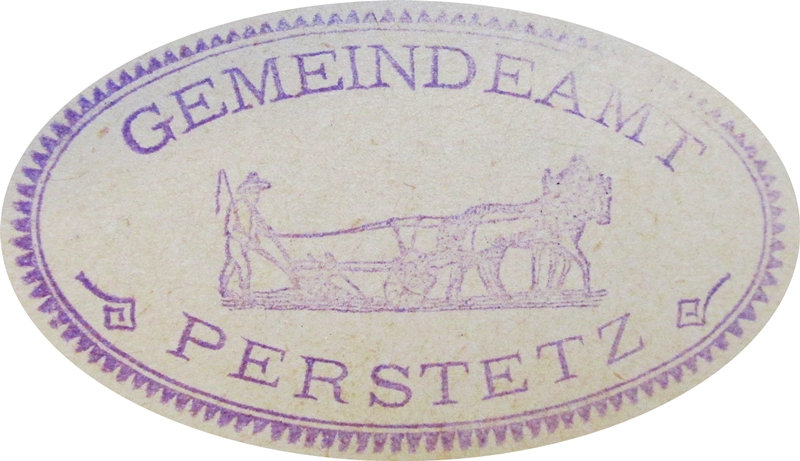
Pieczęć gminna z końca XIX w.

Dawniej Pierściec nie posiadał w swoich granicach Uchylanów, które w 1900 były częścią gminy Zaborze. Według austriackiego spisu ludności z 1900 Pierściec miał obszar 575 hektarów, na których znajdowało się 78 budynków zamieszkałych przez 531 osób, co dawało gęstość zaludnienia równą 92,3 os./km². Z tego 350 (65,9%) mieszkańców było katolikami, 169 (31,8%) ewangelikami a 12 (2,3%) wyznawcami judaizmu, 519 (97,7%) było polsko-, 9 (1,7%) niemiecko- a 2 czeskojęzycznymi. Do 1910 roku liczba mieszkańców wzrosła do 539. Gdyby doliczyć Uchylany łączna powierzchnia wyniosłaby 688 ha (114 ha w Uchylanach), liczba budynków 90 (12 w Uchylanach) a mieszkańców 622 (114 w Uchylanach), z czego 419 (66,9%) było katolikami, 196 (31,3%) ewangelikami, 11 (1,8%) żydami, 610 (97,4%) polsko-, 14 (2,2%) niemiecko- a 2 (0,3%) czeskojęzycznymi.
Po zakończeniu I wojny światowej teren, na których leży miejscowość, tj. Śląsk Cieszyński, stał się punktem sporu pomiędzy Polską i Czechosłowacją. W 1918 roku na bazie Straży Obywatelskiej miejscowi Polacy utworzyli lokalny oddział Milicji Polskiej Śląska Cieszyńskiego, który podlegał organizacyjnie 14. kompanii w Skoczowie.
W latach 1954-1972 wieś była siedzibą gromady Pierściec. W latach 1975–1998 miejscowość położona była w województwie bielskim.
Decyzją z 9 kwietnia 2024 budynek dworca kolejowego został wpisany do rejestru zabytków nieruchomych województwa śląskiego (nr rej. A/1376/24).

## Religia
Na terenie wsi działalność duszpasterską prowadzą następujące kościoły:
- Kościół Ewangelicko-Augsburski (filiał parafii w Skoczowie)
- Kościół Rzymskokatolicki (parafia św. Mikołaja)

Katolicki kościół parafialny stanowi Sanktuarium św. Mikołaja (jedno z nielicznych w Polsce). Historia wioski jest ściśle związana z kultem, obejmującym łaskami słynącą figurę św. Mikołaja, trwającym ponad 400 lat. W 1616 r. pożar strawił całą wieś – uratowano jedynie figurę Św. Mikołaja, co uznano za fakt cudowny i znak. Przybywają tu pielgrzymki oraz indywidualni pielgrzymi.

## Szkoła
Znajduje się tu szkoła podstawowa im. Zofii Kossak. Szkoła związana jest po części z Sanktuarium św. Mikołaja, gdyż Zofia Kossak napisała legendę o Mikołaju. Szkoła Podstawowa obchodziła swoje stulecie w 2006 r.

## Urodzeni w Pierśćcu
- Tadeusz Kopeć (ur. 1960), polityk, samorządowiec, poseł na Sejm V i VI kadencji
- Józef Pilich (1894–1940), starszy przodownik Policji Województwa Śląskiego, działacz niepodległościowy

## Galeria

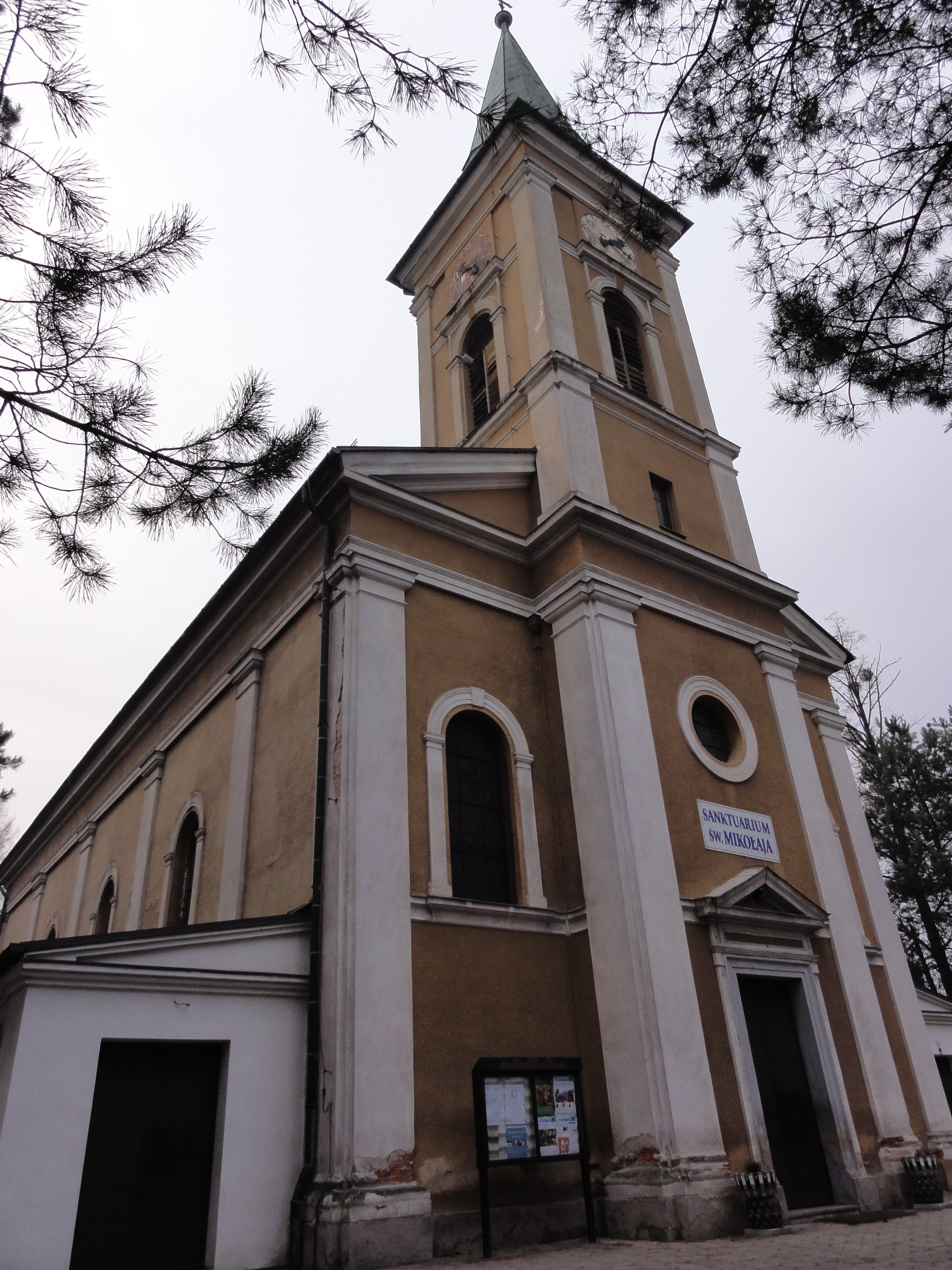
Sanktuarium św. Mikołaja
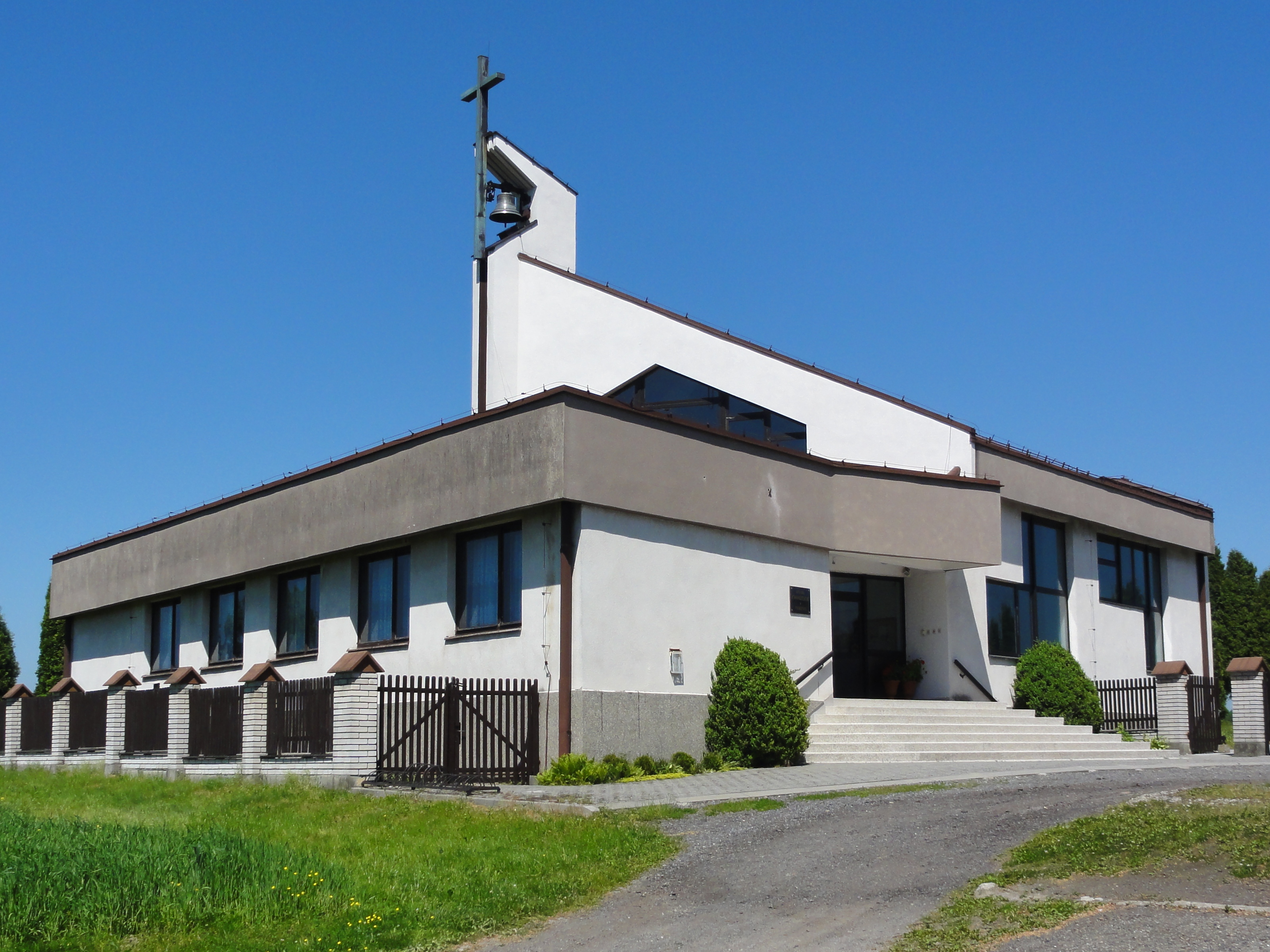
Kościół ewangelicki
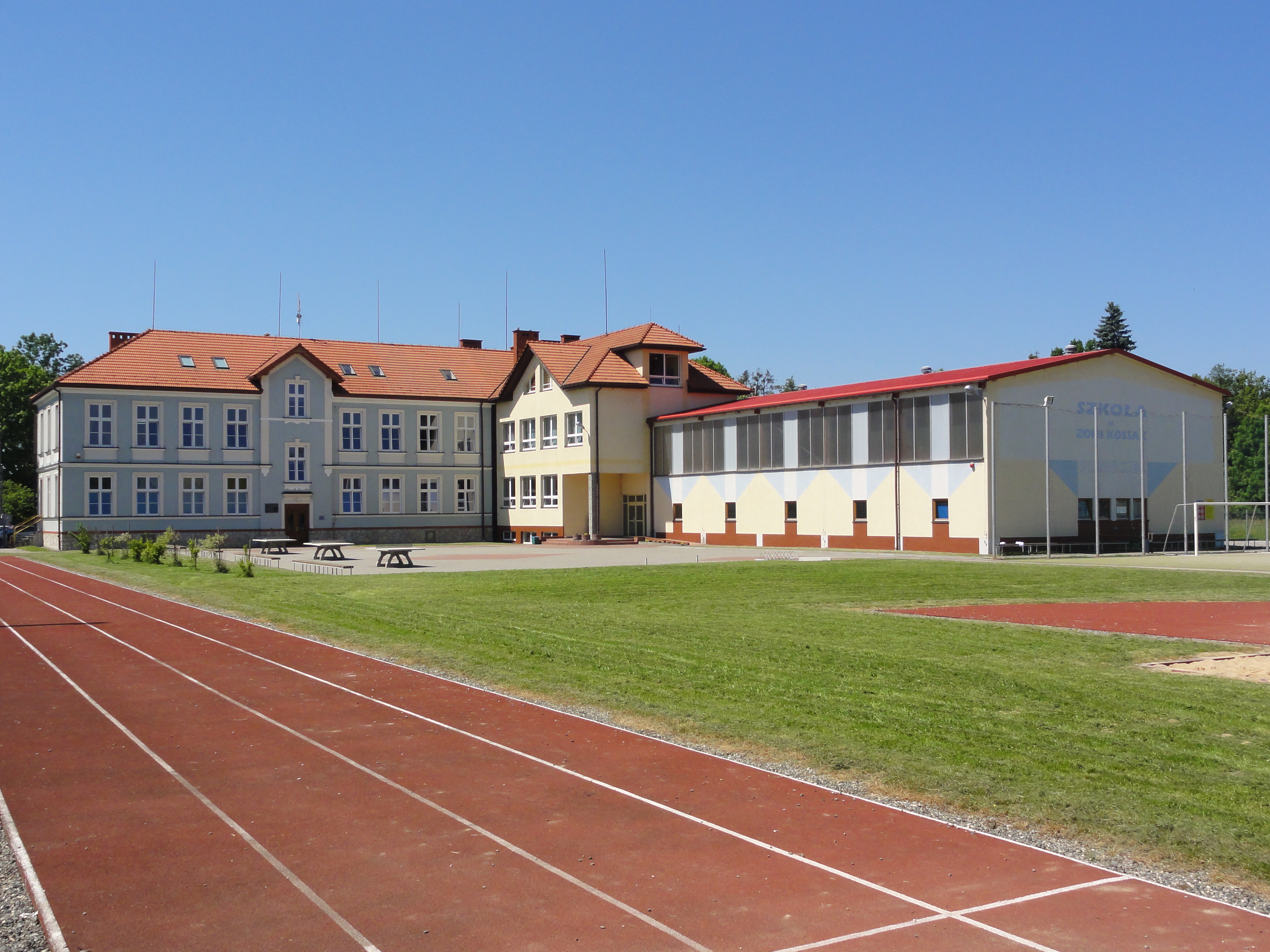
Szkoła podstawowa
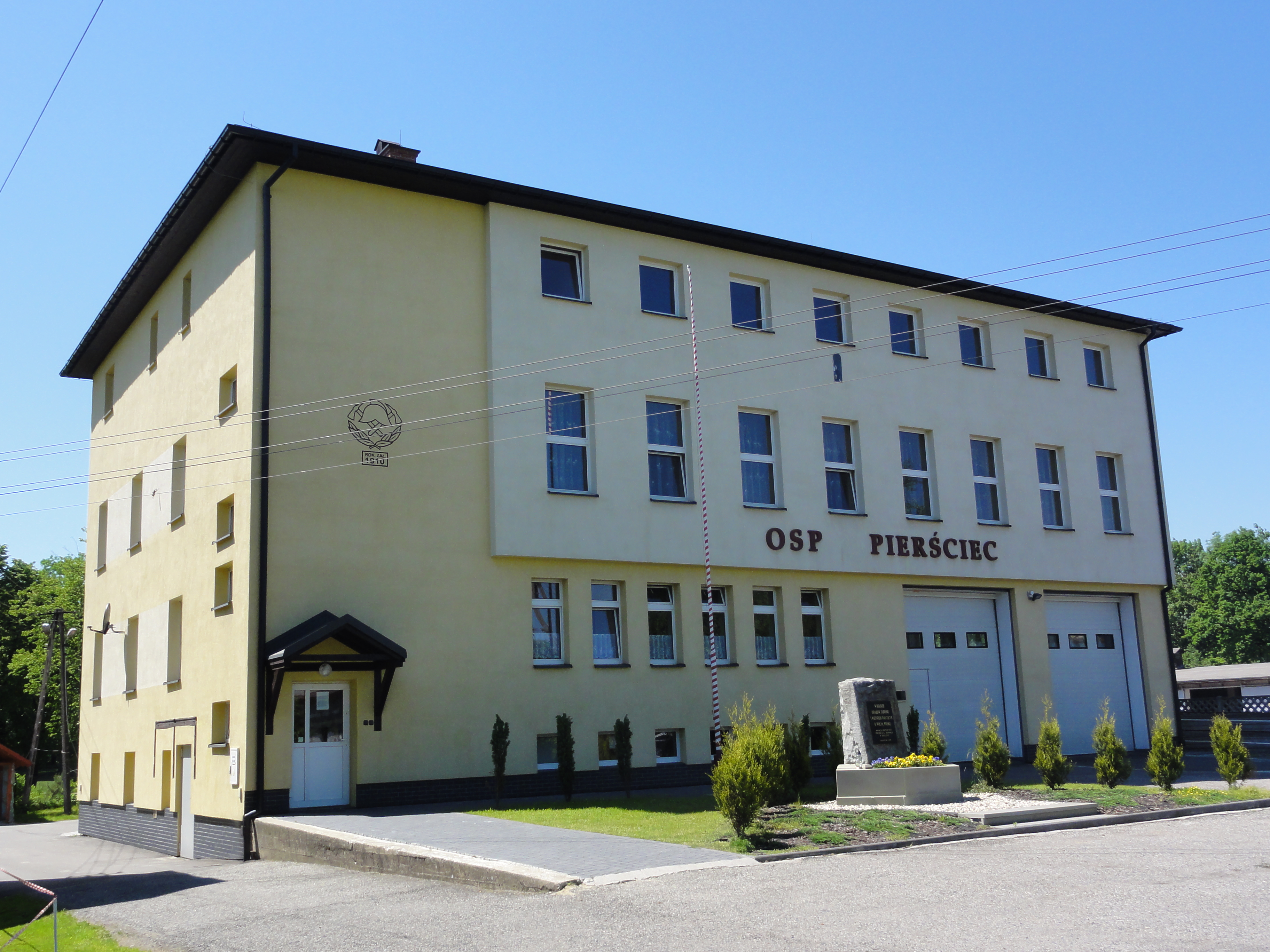
Budynek OSP
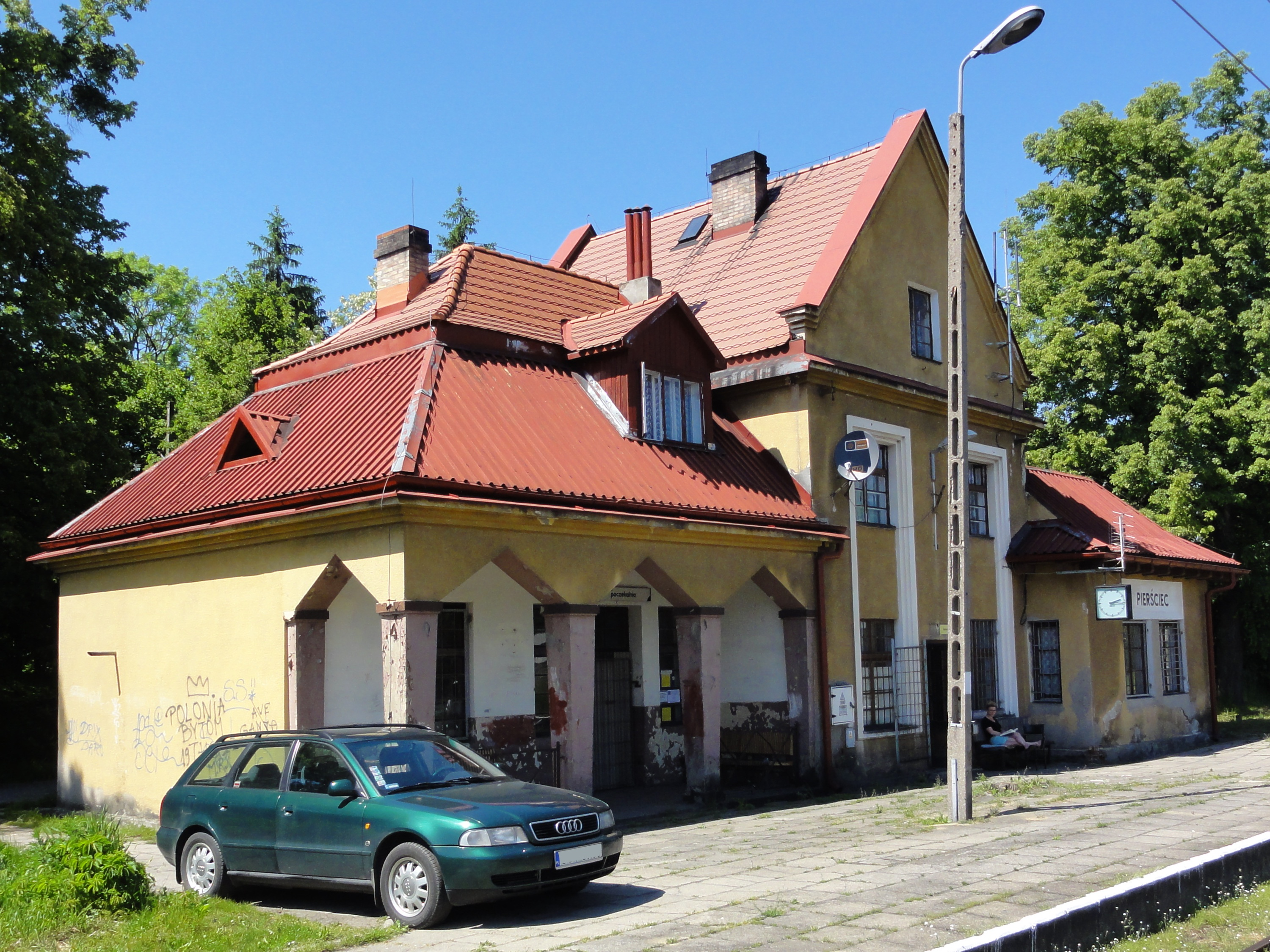
Stacja kolejowa
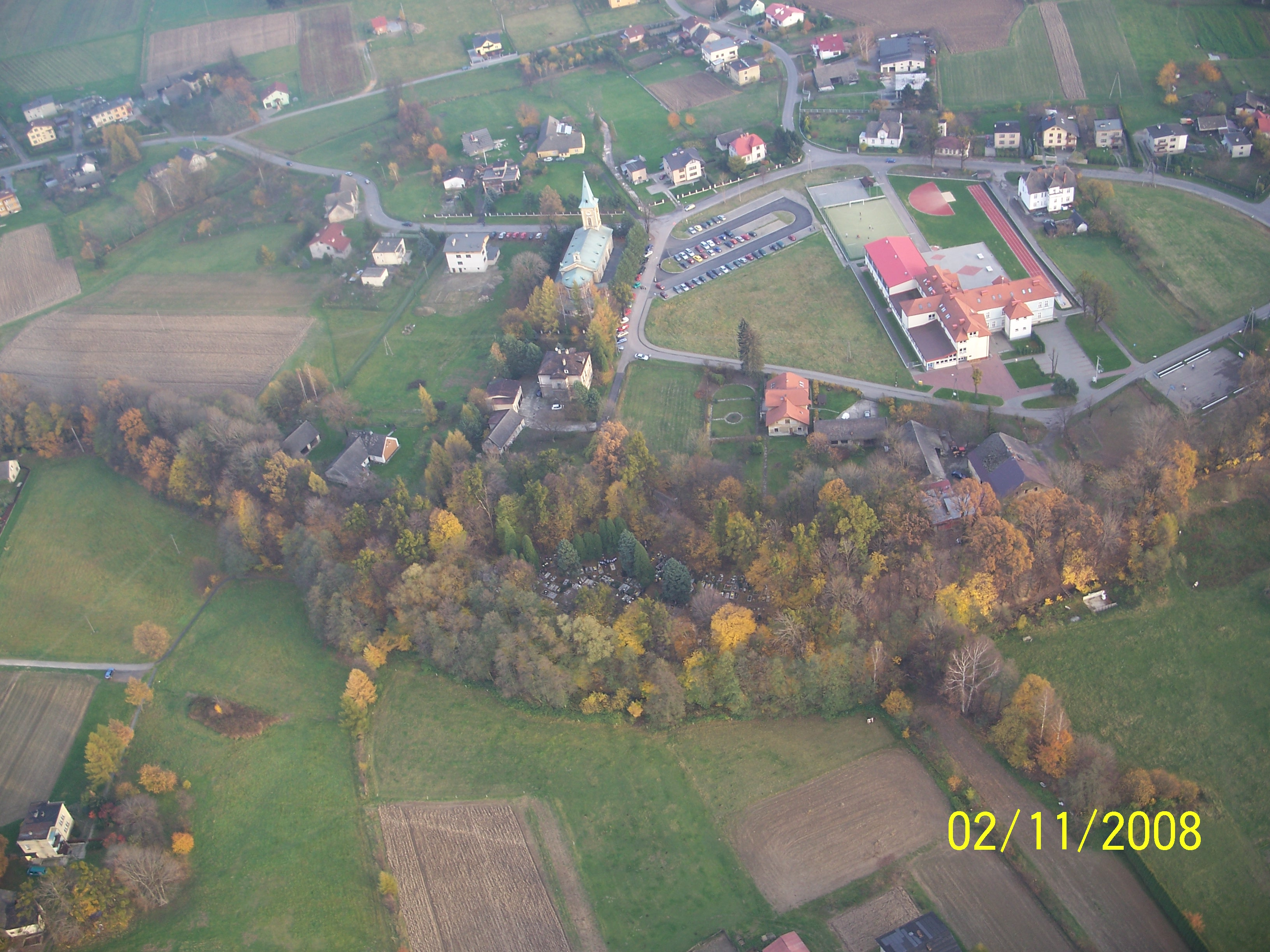
Centrum Pierśćca widziane z powietrza
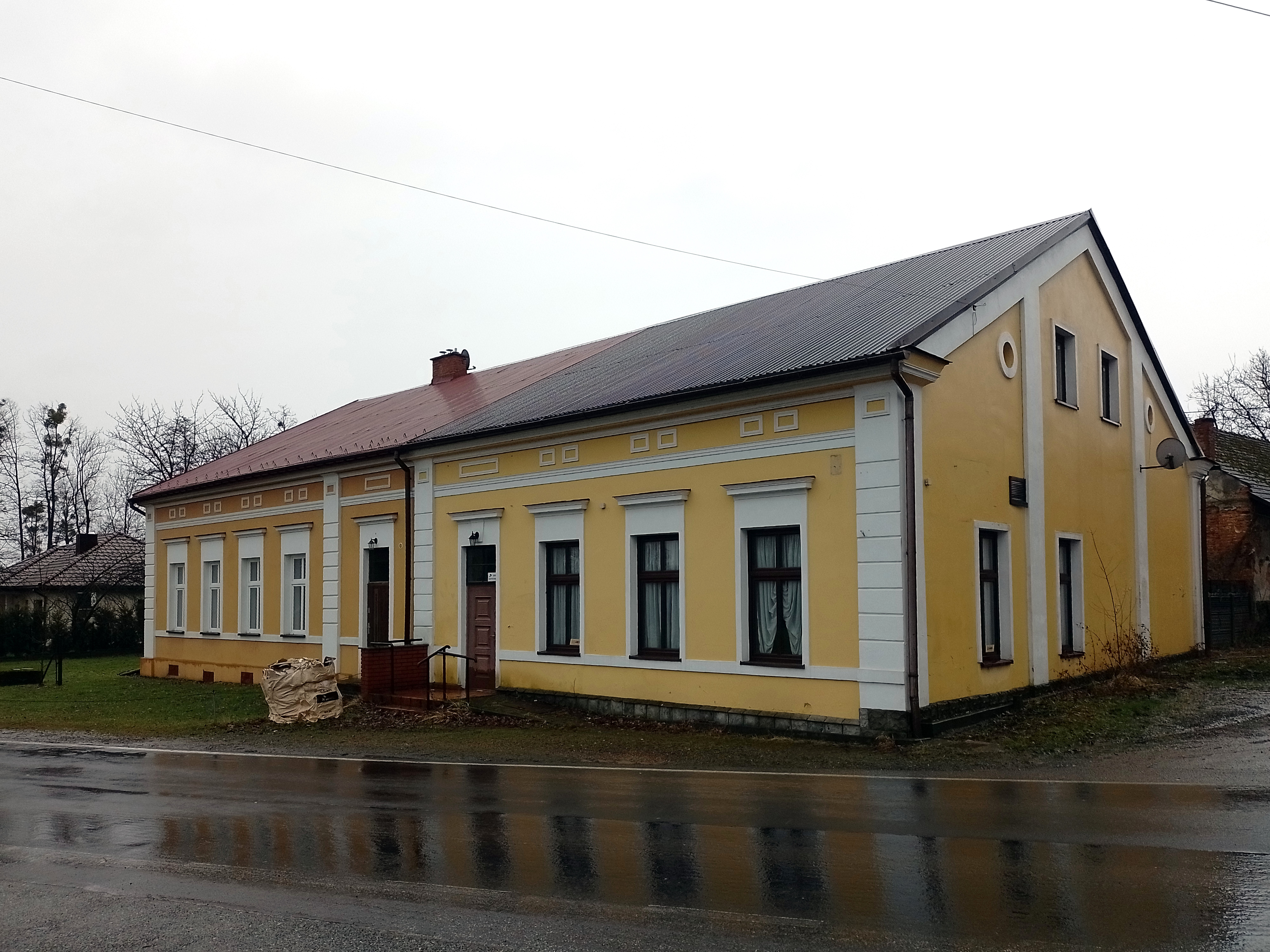
Dom przy ulicy Skoczowskiej 48
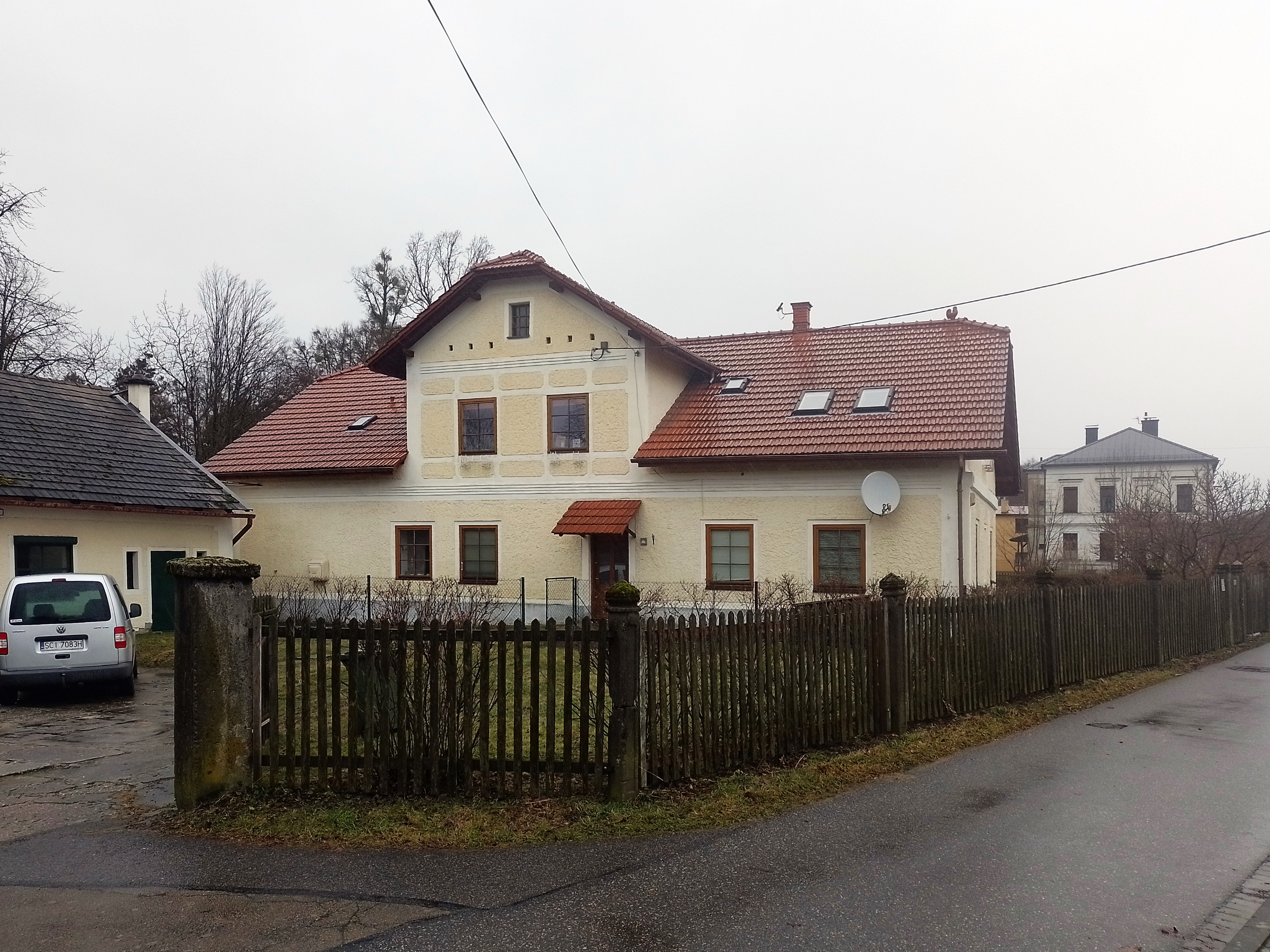
Dom przy ulicy Tomanka 13